# 柴崎淳
柴崎 淳（しばさき あつし、1986年9月19日 - ）は、競輪選手。日本競輪学校（当時。以下、競輪学校）第91期卒業。日本競輪選手会三重支部所属。師匠は佐久間重光。兄・柴崎俊光も競輪選手であり、競輪学校の同期でもある。

## 経歴
10歳の頃から競輪選手を目指していた。三重県立朝明高等学校在籍時代、2004年のジュニア世界選手権自転車競技大会・チームスプリントにおいて、菅田壱道、大西祐とのトリオで2位に入る。1回戦で記録した47秒110は、250mバンクのジュニア日本記録である（2011年現在）。
また同年の全国高等学校総合体育大会自転車競技大会のスプリントを制覇。これらの実績が認められ、高校卒業後、スイスにあるワールドサイクリングセンター (WCC)に留学した。
帰国後、WCC留学の実績が認められ、特別選抜入学制度により（特待生として）競輪学校に第91期生として入学。ジュニア世界選でトリオを組んだ菅田、大西も同期である。同校卒業後、師匠である佐久間重光の指導を受け、2006年7月17日、ホームバンクである四日市競輪場でデビューを迎え1着。2008年、ホーム四日市で行なわれた記念競輪決勝戦を制し、同期として最初の記念優勝者となった。平成20年優秀選手賞受賞。
2018年11月、第60回朝日新聞社杯競輪祭でGI出場52回目にして初の決勝進出を果たした。